# Larbi Ounoughi
 (mai 2020).
Larbi Ounoughi, également orthographié parfois Larbi Ouenoughi, est un homme politique algérien. Ancien journaliste algérien et directeur de presse, il est le PDG de l’Agence nationale d’édition et de publicité (Anep) d'Algérie d'avril à septembre 2020.

## Biographie
Journaliste et directeur de presse, il occupe plusieurs postes de responsabilité dans la presse algérienne. 
Puis il se lance dans une carrière politique et a notamment occupé le poste de conseiller auprès du ministère de la Communication.  

### PDG de l'Anep
Le 6 avril 2020, il est nommé président-directeur général de l'Agence nationale d'édition et de publicité (ANEP). Il remplace alors Assia Baz. 
Très vite après son arrivée, il dénonce la situation "mafieuse" de l'Anep et annonce qu'il va axer son travail sur ce problème et y remédier. 
En mai 2020, quelque temps après sa nomination, il révèle que l’agence a déboursé près de 40 milliards de dinars pendant les quatre dernières années, et "souvent au profit des médias “amis”". Il décide donc de mettre en place un plan d’assainissement pour redéfinir les principes fondamentaux concernant l’octroi de la publicité publique aux médias afin qu'il se fasse suivant quinze critères dits "critères objectifs”.  
À la suite de ses déclarations, il est limogé en septembre 2020. Il est remplacé par Adel Kensnous. 